# Projectstoffering
Projectstoffering is een term die gebruikt wordt voor het leveren en aanbrengen van vloerbedekking, gordijnen, vitrage en/of zonwering bij bedrijven en instellingen. In Nederland zijn er zo'n 30 bedrijven die gespecialiseerd zijn in projectstoffering. De assortimenten van deze bedrijven bevatten alleen producten die voldoen aan de strengste eisen op het gebied van kwaliteit en brandveiligheid.